# Маандиг-Резнор, Мэрикуин
Мэрикуин Маандиг-Резнор — певица и музыкант филиппинского происхождения. Вокалистка группы How to Destroy Angels.

## Карьера
Маандиг была вокалисткой группы West Indian Girl с 2004 по 2009 годы.
В 2010 вместе со своим мужем Трентом Резнором основала группу How to Destroy Angels.

## Личная жизнь
Маандиг была помолвлена и вскоре вышла замуж за Трента Резнора 17 октября 2009 года, на частной церемонии дома у Резнора.